# Joris Marveaux
Joris Steve Marveaux (ur. 15 sierpnia 1982 w Vannes) – martynikański piłkarz pochodzenia francuskiego występujący na pozycji pomocnika, reprezentant Martyniki.

## Kariera klubowa
Marveaux zawodową karierę rozpoczynał w sezonie 2002/2003 w drugoligowym klubie FC Lorient. W Ligue 2 zadebiutował 28 marca 2003 w wygranym 2:1 meczu z ES Wasquehal, zaś 14 kwietnia 2006 w wygranym 5:0 spotkaniu ze Stade Brestois 29 strzelił swojego pierwszego gola w Ligue 2. W sezonie 2005/2006 awansował z Lorient do Ligue 1. Wówczas jednak odszedł do zespołu Clermont Foot, grającego w Championnat National. W sezonie 2006/2007 awansował z nim do Ligue 2.
W 2008 roku został graczem innego drugoligowego zespołu – Montpellier HSC. W sezonie 2008/2009 awansował z nim do Ligue 1. W lidze tej swój pierwszy mecz rozegrał 8 sierpnia 2009 przeciwko Paris Saint-Germain (1:1). Z kolei 23 grudnia 2009 w wygranym 2:1 spotkaniu z Olympique Lyon zdobył pierwszą bramkę w Ligue 1. W sezonie 2011/2012 zdobył z klubem mistrzostwo Francji. W następnym rozegrał zaś 4 spotkania w Lidze Mistrzów.
W 2017 roku odszedł do drugoligowego klubu Gazélec Ajaccio, w którego barwach w 2019 roku zakończył karierę.
| Sezon   | Klub            | Kraj    | Rozgrywki            | Mecze | Bramki | Europejskie puchary | Mecze | Bramki |
| ------- | --------------- | ------- | -------------------- | ----- | ------ | ------------------- | ----- | ------ |
| 2002/03 | FC Lorient      | Francja | Ligue 2              | 1     | 0      | –                   | –     | –      |
| 2003/04 | FC Lorient      | Francja | Ligue 2              | 8     | 0      | –                   | –     | –      |
| 2004/05 | FC Lorient      | Francja | Ligue 2              | 5     | 0      | –                   | –     | –      |
| 2005/06 | FC Lorient      | Francja | Ligue 2              | 22    | 1      | –                   | –     | –      |
| 2006/07 | Clermont Foot   | Francja | Championnat National | 30    | 0      | –                   | –     | –      |
| 2007/08 | Clermont Foot   | Francja | Ligue 2              | 36    | 1      | –                   | –     | –      |
| 2008/09 | Montpellier HSC | Francja | Ligue 2              | 32    | 3      | –                   | –     | –      |
| 2009/10 | Montpellier HSC | Francja | Ligue 1              | 31    | 4      | –                   | –     | –      |
| 2010/11 | Montpellier HSC | Francja | Ligue 1              | 35    | 1      | kw. do Ligi Europy  | 2     | 0      |
| 2011/12 | Montpellier HSC | Francja | Ligue 1              | 29    | 1      | –                   | –     | –      |
| 2012/13 | Montpellier HSC | Francja | Ligue 1              | 7     | 0      | Liga Mistrzów       | 4     | 0      |
| 2013/14 | Montpellier HSC | Francja | Ligue 1              | 27    | 1      | –                   | –     | –      |
| 2014/15 | Montpellier HSC | Francja | Ligue 1              | 29    | 0      | –                   | –     | –      |
| 2015/16 | Montpellier HSC | Francja | Ligue 1              | 9     | 1      | –                   | –     | –      |
| 2016/17 | Montpellier HSC | Francja | Ligue 1              | 8     | 0      | –                   | –     | –      |
| 2017/18 | Gazélec Ajaccio | Francja | Ligue 2              | 21    | 2      | –                   | –     | –      |
| 2018/19 | Gazélec Ajaccio | Francja | Ligue 2              | 16    | 1      | –                   | –     | –      |
| 2019/20 | Gazélec Ajaccio | Francja | Ligue 2              | 0     | 0      | –                   | –     | –      |

## Kariera reprezentacyjna
W 2019 roku Marveaux został powołany do reprezentacji Martyniki na Złoty Puchar CONCACAF. Zagrał na nich w meczach z Kanadą (0:4), Kubą (3:0; gol) i Meksykiem (2:3), a Martynika odpadła z turnieju po fazie grupowej.

## Sukcesy

### Klubowe
- Clermont Foot
  - Championnat National: 2007
- Montpellier HSC
  - Ligue 1: 2012